# Rolladen-Schneider LS6
Le Rolladen-Schneider LS6 est un planeur monoplace de classe FAI 15 et 18 mètres, équipé de volet de courbure.
Il fut fabriqué entre 1984 et 2003.

## Histoire
Le prototype du LS6, qui était le remplaçant du LS3 dans la classe FAI 15 mètres, effectua son premier vol en 1983. Il commença à être fabriqué l'année suivante et fut le planeur qui resta en production le plus longtemps chez Rolladen-Schneider. Un total de 375 exemplaires toutes versions confondues furent construits.
D'une conception tranchée avec le passé, le LS6 a introduit les matériaux composites pour la fabrication de la structure, les profils minces pour les ailes et l'empennage, les rallonges d'aile et d'autres dispositifs qui ont été maintenus sur tous les planeurs LS suivants.
La stratégie de conception est bien illustrée par le fait que LS8, l'un des meilleurs planeurs de la classe standard, est en fait un LS6 « normalisé ». Les planeurs Akaflieg Darmstadt D41 (biplace côte à côte), LS9 et LS11 ont tous des ailes construites dans les moules de celles du LS6.

Le LS6 a été remplacé par le LS10, qui est désormais produit par DG Flugzeugbau.

## Description générale

### Aérodynamique
- L'ingénieur Wolf Lemke avait décidé de garder la surface alaire du LS3 mais de modifier la forme de l'aile pour arriver à un double trapèze afin de se rapprocher de la ligne elliptique idéale.

- Un nouveau profil avec un potentiel pour les hautes vitesses a été sélectionné, le FX 81-K-130 développé en 1981 par l'université de Stuttgart par l'aérodynamicien Franz Xavier Wortmann. Quoiqu'ayant une épaisseur relative de 13 %, ce profil conserve un comportement remarquablement bénin qui paye en termes de facilité de pilotage et de tolérance aux conditions environnementales (pollution par moucheron, poussière).

- Une version légèrement plus épaisse de ce profil a été développée avec professeur Wortmann pour les extrémités des ailes, assurant des caractéristiques saines de stabilité pour permettre un décrochage de l'intérieur de l'aile et ensuite les extrémités. Des profils de la même famille ont été choisis pour le mince stabilisateur horizontal de large envergure.

- Un nouveau fuselage, plus court et plus mince que celui du LS3 et du LS4, a été développé pour le LS6. Ce fuselage et sa profondeur ont été utilisés, avec des modifications mineures, pour toutes les conceptions suivantes de LS jusqu'au LS10.

### Construction
- Les ailes minces ont exigé l'utilisation d'un longeron en fibre de carbone. La dérive verticale est constituée d'un sandwich à base de fibre de carbone.

- L'aile est équipée sur toute sa longueur de gouvernes (volets de courbure et ailerons). Sur l'envergure totale, il y a 6 segments de gouvernes qui sont construits en Kevlar et de mousse qui permet une construction légère et rigide.

Les appendices sur l'extrados sont des capots de carénage des bielles de commande des volets de courbure et des ailerons.
- La profondeur est constituée de fibre de carbone et de Kevlar excepté le LS6-a qui a utilisé du Kevlar et du papier ondulé.

- Le fuselage est construit en seule pièce de fibre de verre, excepté dans le secteur de l'habitacle qui est doublé pour la sûreté passive. L'habitacle de sûreté a été développé avec la version -c après que la TÜV Rhénanie a effectué des crash-tests et donné des recommandations. L'habitacle de sûreté est  constitué de renforts additionnels en fibre de verre et de fibre de carbone et de Kevlar.

- La liaison gouvernes / ailes est d'origine étanchéifiée par des joints de forme en S en Teflon et des bandes métalliques. Les bandes de mylar sont arrivés plus tard.

- Le système des ballasts est  original car constitué de 4 réservoirs souples d'une capacité de 140 litres et le remplissage s'effectue par une seule valve. Le déballastage s'effectue par un seul trou d'évacuation sous le fuselage.

### Version
Des nombreuses modifications ont été incorporées de la conception LS6 pendant sa longue production :
- Le LS6  original a été rapidement remplacé par le LS6-a, avec une nouvelle construction de la profondeur utilisant un sandwich de Kevlar et de papier ondulé, et un système de ballast modifié, à savoir de plus grands réservoirs dans les ailes et un réservoir optionnel facultatif dans la dérive verticale pour corriger le centre de gravité.

- Le LS6-b présenté en 1987 a introduit une construction plus légère et plus rigide pour le revêtement d'aile utilisant un sandwich en fibre de verre, de fibre de carbone et Kevlar. Un système de ballast avec les valves indépendantes dans chaque aile a été offert comme option. Le LS6-b et toutes les versions suivantes ont eu une profondeur en fibre de carbone et Kevlar.

- Le LS6-c a apporté de grande nouveautés, la plus importante étant l'apport de rallonge d'ailes qui permettent d'augmenter l'envergure à 17.5 mètres, ce qui permet une plus grande gouverne de direction, et la longueur du fuselage qui a été rallongée de dix-huit centimètres.  En même temps, le système de ballast a été mis au même niveau que le système du LS7, le branchement automatique des commandes de vol, un nouveau système d'équilibrage des gouvernes (les versions précédentes ayant des amortisseurs pour contrer le flutter), le verrouillage des aérofreins a été remplacé et des joints de Mylar pour toutes les gouvernes.

- Le LS6-c18 a subi une réduction des ballasts à 100 litres pour adapter les rallonges d'aile pour obtenir une envergure à 18 mètres et une augmentation de la vitesse maximale à 280 km/h.

- Le LS6-18w a repris les winglets du LS8 pour l'envergure de 15 mètres et les longerons renforcés pour permettre une augmentation des ballasts à 140 litres.

## Données techniques
| Désignation            | LS6                               | LS6-a                             | LS6-b                             | LS6-c 15 m                        | LS6-c 17.5 m                      | LS6-c18 15 m                      | LS6-c18 18 m                      | LS6-18w 15 m                      | LS6-18w 18 m                      |               |
| Classe de compétition  | Classe FAI 15 mètres et 18 mètres | Classe FAI 15 mètres et 18 mètres | Classe FAI 15 mètres et 18 mètres | Classe FAI 15 mètres et 18 mètres | Classe FAI 15 mètres et 18 mètres | Classe FAI 15 mètres et 18 mètres | Classe FAI 15 mètres et 18 mètres | Classe FAI 15 mètres et 18 mètres | Classe FAI 15 mètres et 18 mètres |               |
| Pilote                 | 1                                 | 1                                 | 1                                 | 1                                 | 1                                 | 1                                 | 1                                 | 1                                 | 1                                 |               |
| Dimension              |                                   |                                   |                                   |                                   |                                   |                                   |                                   |                                   |                                   |               |
| Envergure              | 15 m                              | 15 m                              | 15 m                              | 15 m                              | 17.5 m                            | 15 m                              | 18 m                              | 15 m                              | 18 m                              |               |
| Longueur               | 6.66 m                            | 6.66 m                            | 6.66 m                            | 6.84 m                            | 6.84 m                            | 6.84 m                            | 6.84 m                            | 6.72 m                            | 6.72 m                            |               |
| Hauteur                | 1.33 m                            | 1.33 m                            | 1.33 m                            | 1.33 m                            | 1.33 m                            | 1.33 m                            | 1.33 m                            | 1.33 m                            | 1.33 m                            |               |
| Largeur cockpit        | 0.61 m                            | 0.61 m                            | 0.61 m                            | 0.61 m                            | 0.61 m                            | 0.61 m                            | 0.61 m                            | 0.61 m                            | 0.61 m                            |               |
| Hauteur cockpit        | 0.80 m                            | 0.80 m                            | 0.80 m                            | 0.80 m                            | 0.80 m                            | 0.80 m                            | 0.80 m                            | 0.80 m                            | 0.80 m                            |               |
| Surface alaire         | 10.53 m²                          | 10.53 m²                          | 10.53 m²                          | 10.53 m²                          | 11.31 m²                          | 10.53 m²                          | 11.40 m²                          | 10.53 m²                          | 11.40 m²                          |               |
| Allongement            | 21.4                              | 21.4                              | 21.4                              | 21.4                              | 27.1                              | 21.4                              | 29.1                              | 21.4                              | 29.1                              |               |
| Masse et charge        |                                   |                                   |                                   |                                   |                                   |                                   |                                   |                                   |                                   |               |
| Masse à vide           | 252 kg                            | 252 kg                            | 252 kg                            | 252 kg                            | 269 kg                            | 252 kg                            | 257 kg                            | 252 kg                            | 257 kg                            |               |
| Ballast                | 140 kg                            | 160 kg                            | 160 kg                            | 150 kg                            | 150 kg                            | 100 kg                            | 100 kg                            | 140 kg                            | 140 kg                            |               |
| Ballast de queue       | Non dispo                         | 4.1 ou 5.5 kg                     | 4.1 ou 5.5 kg                     | 4.1 ou 5.5 kg                     | 4.1 ou 5.5 kg                     | 4.1 ou 5.5 kg                     | 4.1 ou 5.5 kg                     | 4.1 ou 5.5 kg                     | 4.1 ou 5.5 kg                     | 4.1 ou 5.5 kg |
| Masse maximale         | 525 kg                            | 525 kg                            | 525 kg                            | 525 kg                            | 525 kg                            | 525 kg                            | 525 kg                            | 525 kg                            | 525 kg                            |               |
| Charge alaire minimale | 33 kg/m²                          | 33 kg/m²                          | 33 kg/m²                          | 33 kg/m²                          | 32 kg/m²                          | 33 kg/m²                          | 30 kg/m²                          | 33 kg/m²                          | 30 kg/m²                          |               |
| Charge alaire maximale | 50 kg/m²                          | 50 kg/m²                          | 50 kg/m²                          | 50 kg/m²                          | 46.4 kg/m²                        | 50 kg/m²                          | 46.1 kg/m²                        | 50 kg/m²                          | 46.1 kg/m²                        |               |
| Caractéristique de vol |                                   |                                   |                                   |                                   |                                   |                                   |                                   |                                   |                                   |               |
| Vitesse maximale (VNE) | 280 km/h                          | 280 km/h                          | 280 km/h                          | 270 km/h                          | 270 km/h                          | 270 km/h                          | 270 km/h                          | 280 km/h                          | 280 km/h                          |               |
| Vitesse en air agité   | 200 km/h                          | 200 km/h                          | 200 km/h                          | 190 km/h                          | 190 km/h                          | 190 km/h                          | 190 km/h                          | 190 km/h                          | 190 km/h                          |               |
| Taux de chute minimale | 0.59 m/s                          | 0.59 m/s                          | 0.59 m/s                          | 0.59 m/s                          |                                   | 0.59 m/s                          | 0.51 m/s                          | 0.59 m/s                          | 0.51 m/s                          |               |
| Finesse maximale       | 42                                | 42                                | 42                                | 42                                | 47                                | 42                                | 48                                | 42                                | 48                                |               |

## Sources
- LS-Flugzeugbau website
- Thomas F, Fundamentals of Sailplane Design, College Park Press, 1999
- Simons M, Segelflugzeuge 1965-2000, Eqip, 2004
- Sailplane Directory